# Barlin
 Barlin  ist eine französische Gemeinde mit 7330 Einwohnern (Stand 1. Januar 2022) im Département Pas-de-Calais in der Region Hauts-de-France. Sie gehört zum Arrondissement Béthune und zum Kanton Nœux-les-Mines.

## Lage
Die ehemalige Bergbaugemeinde Barlin liegt im Westen des Nordfranzösischen Kohlereviers, acht Kilometer südlich von Béthune und 17 Kilometer westlich von Lens. Nachbargemeinden von Barlin sind Houchin im Norden, Nœux-les-Mines im Nordosten, Hersin-Coupigny im Südosten, Fresnicourt-le-Dolmen im Süden, Maisnil-lès-Ruitz im Südwesten und Ruitz im Nordwesten. Zu Barlin gehören die ehemaligen Bergarbeitersiedlungen Cité les Roulettes, Cité Jeanne d'Arc, Cité Nr. 5 und Cité Nr. 9. Durch den Süden der Gemeinde Barlin führt die autobahnartig ausgebaute D 301, genannt Rocade Minière.

## Ortsnamen
Historische Schreibweisen des Ortsnamens sind Ballin, Bellin und Barlaing.

## Bevölkerungsentwicklung
| Jahr                       | 1962 | 1968 | 1975 | 1982 | 1990 | 1999 | 2006 | 2014 | 2022 |
| Einwohner                  | 9501 | 8907 | 8007 | 7831 | 7948 | 7925 | 7654 | 7672 | 7330 |
| Quellen: Cassini und INSEE |      |      |      |      |      |      |      |      |      |

## Sehenswürdigkeiten

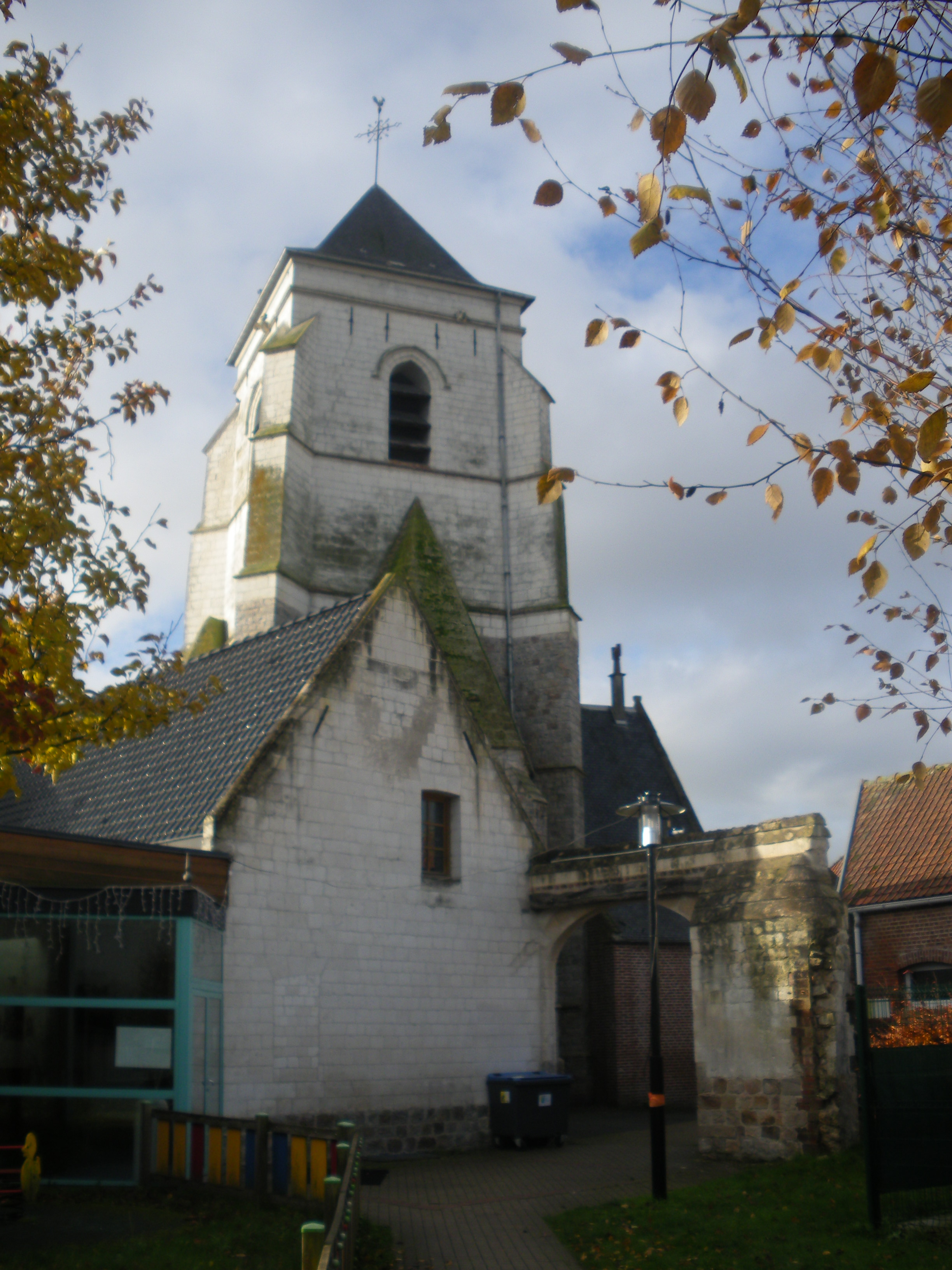
Kirche Saint-Pierre
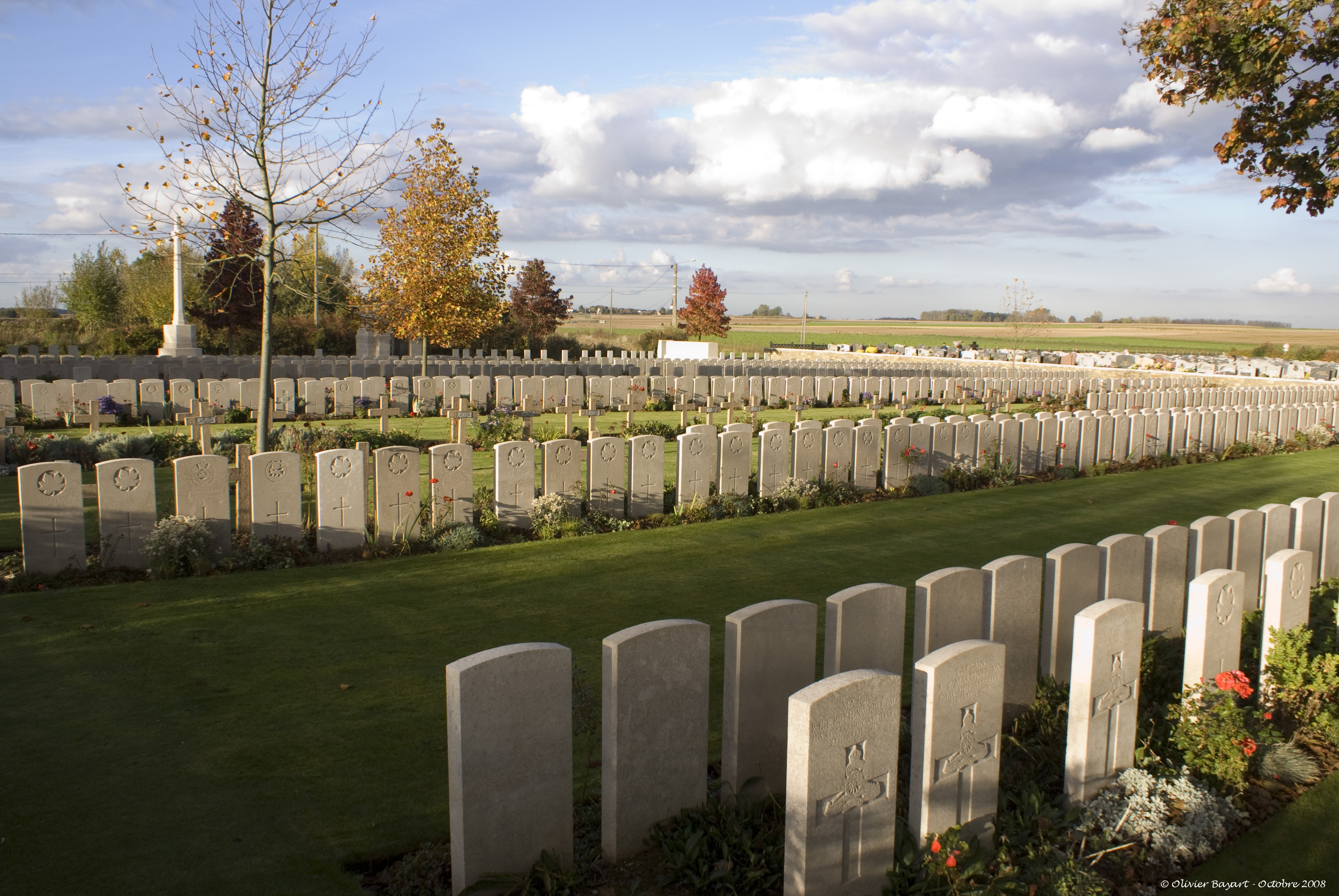
Britische Kriegsgräber auf dem kommunalen Friedhof
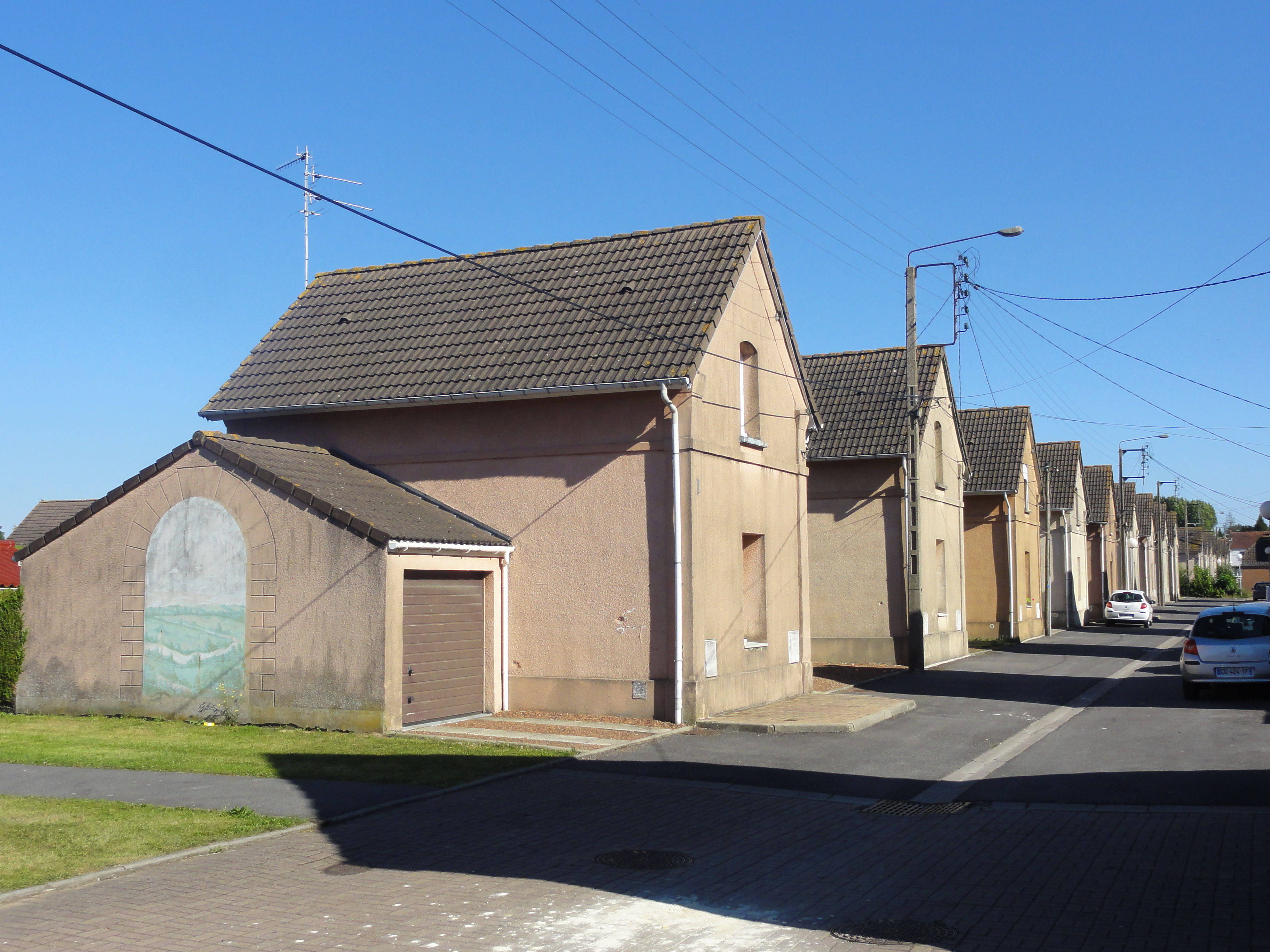
Bergarbeiterhäuser in der Siedlung Cité les Roulettes
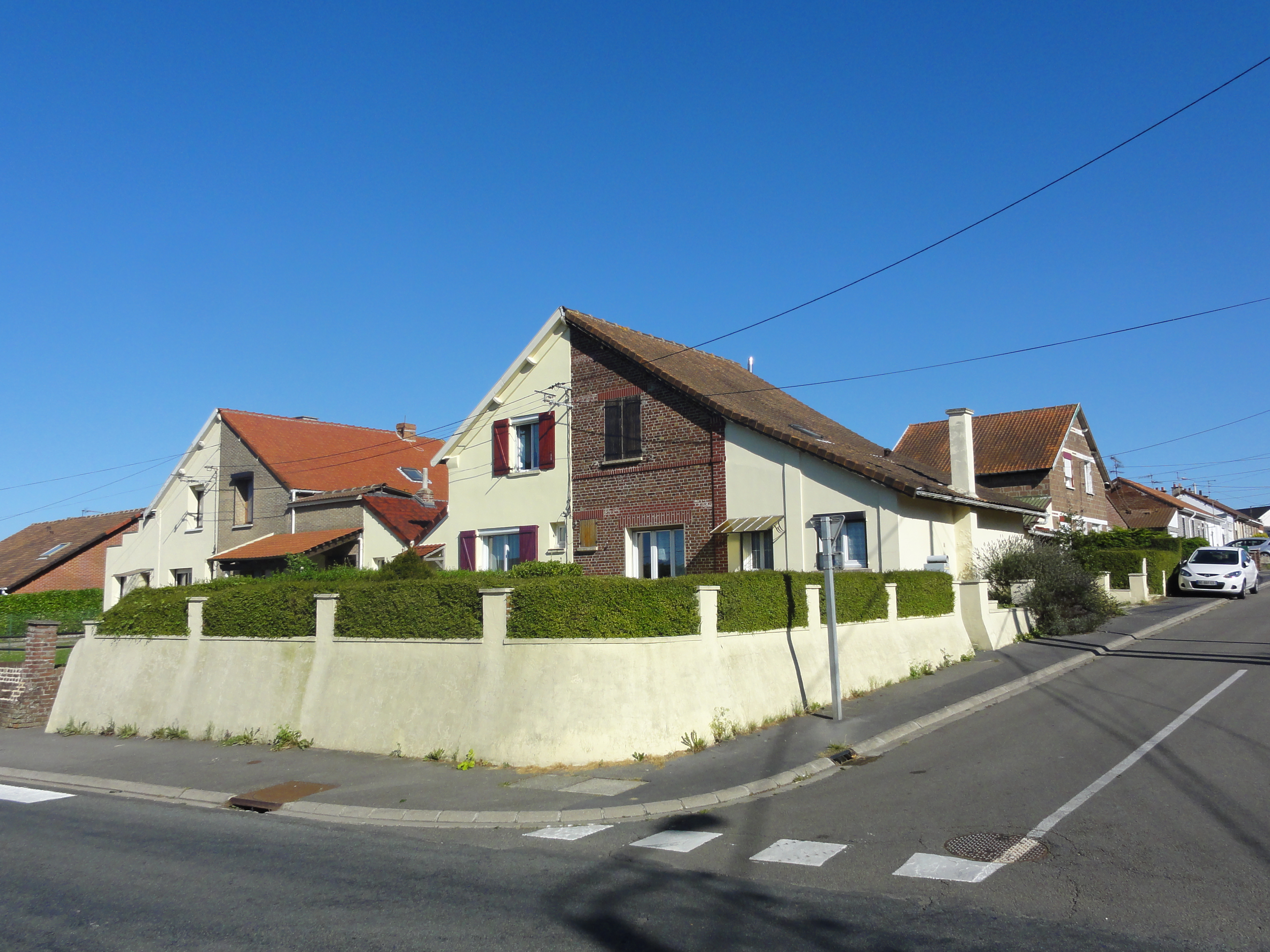
Bergarbeiterhäuser in der Siedlung Cité Jeanne d'Arc
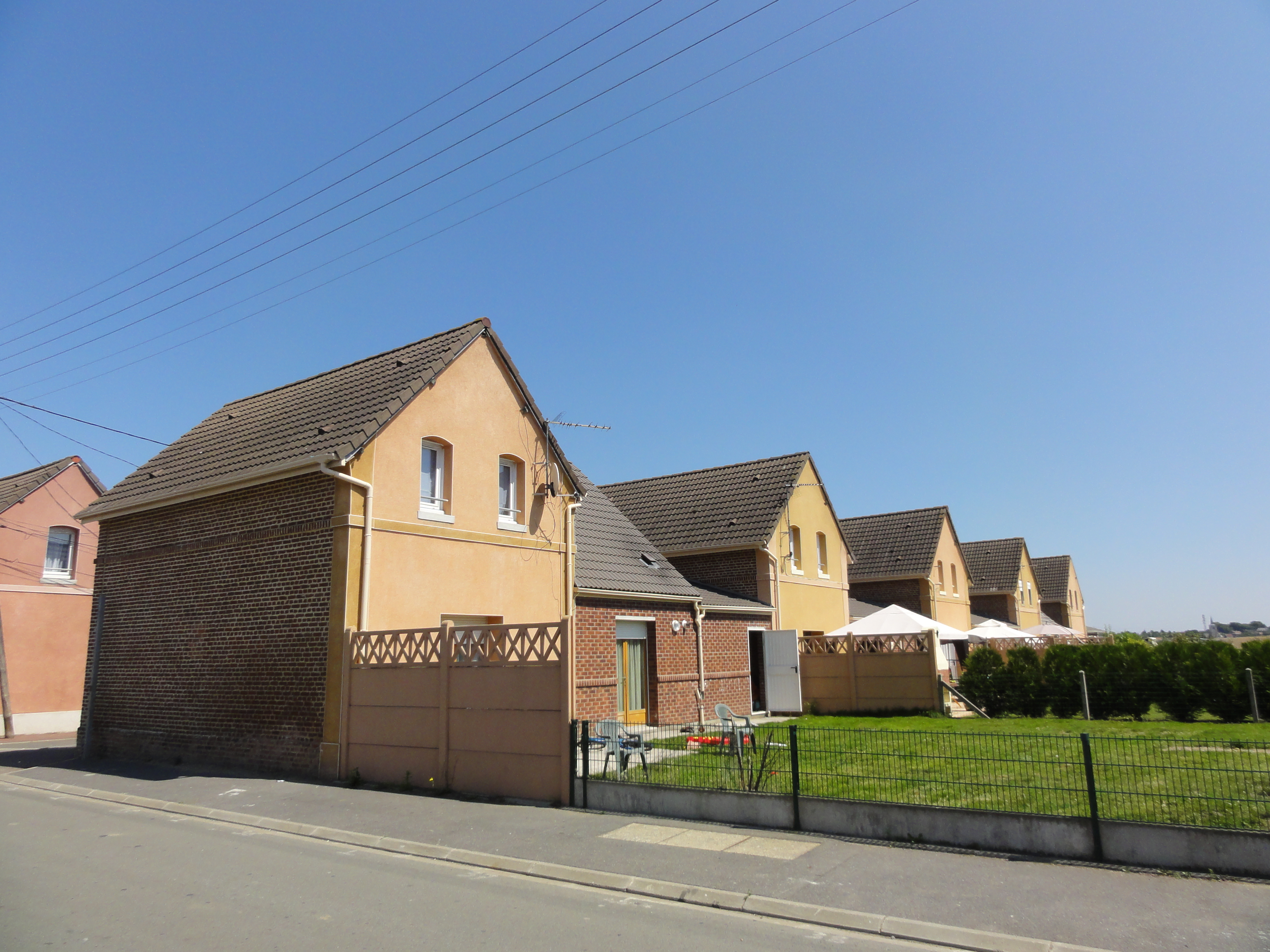
Bergarbeiterhäuser in der Siedlung Cité Nr. 5
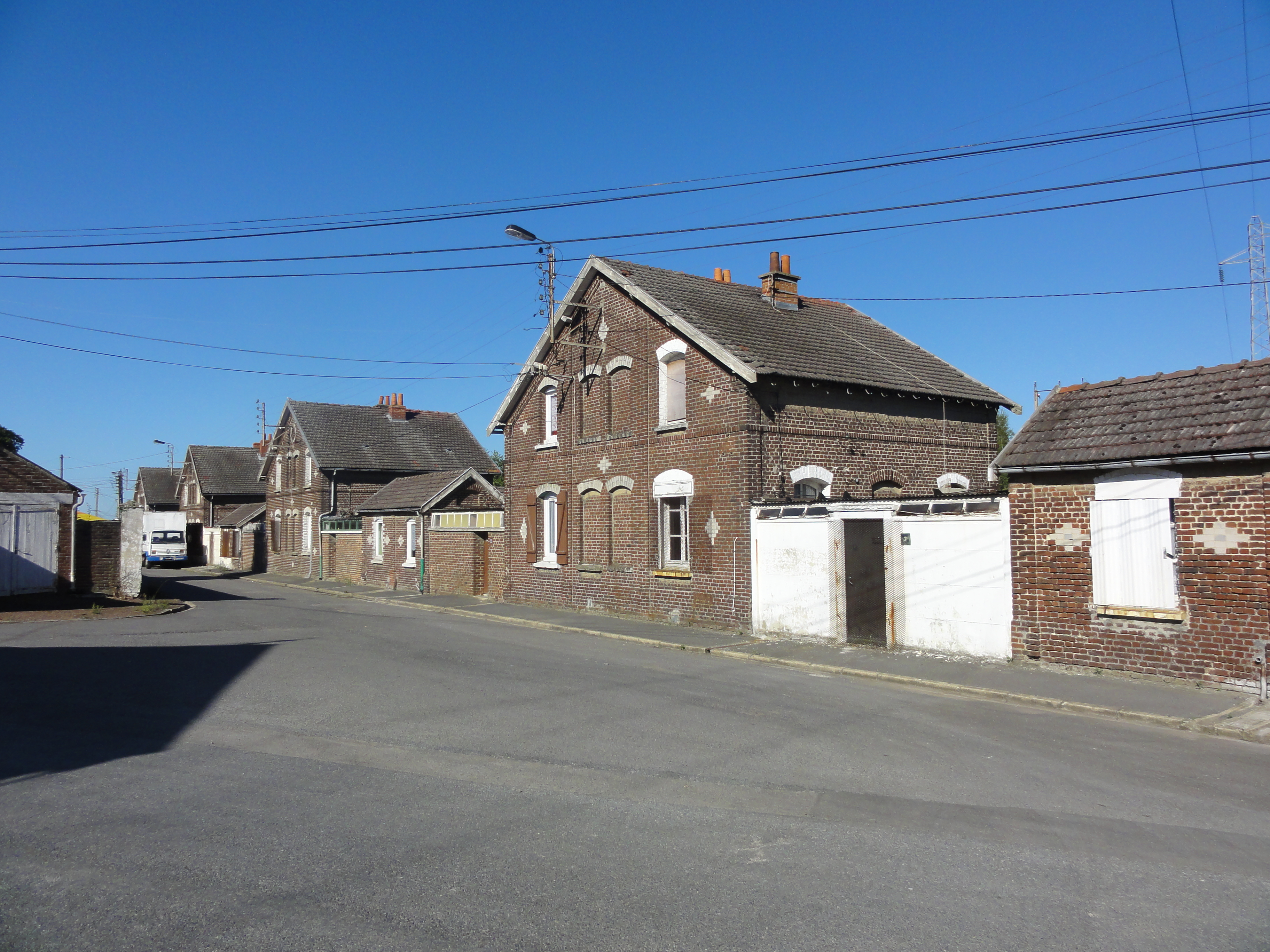
Bergarbeiterhäuser in der Siedlung Cité Nr. 9
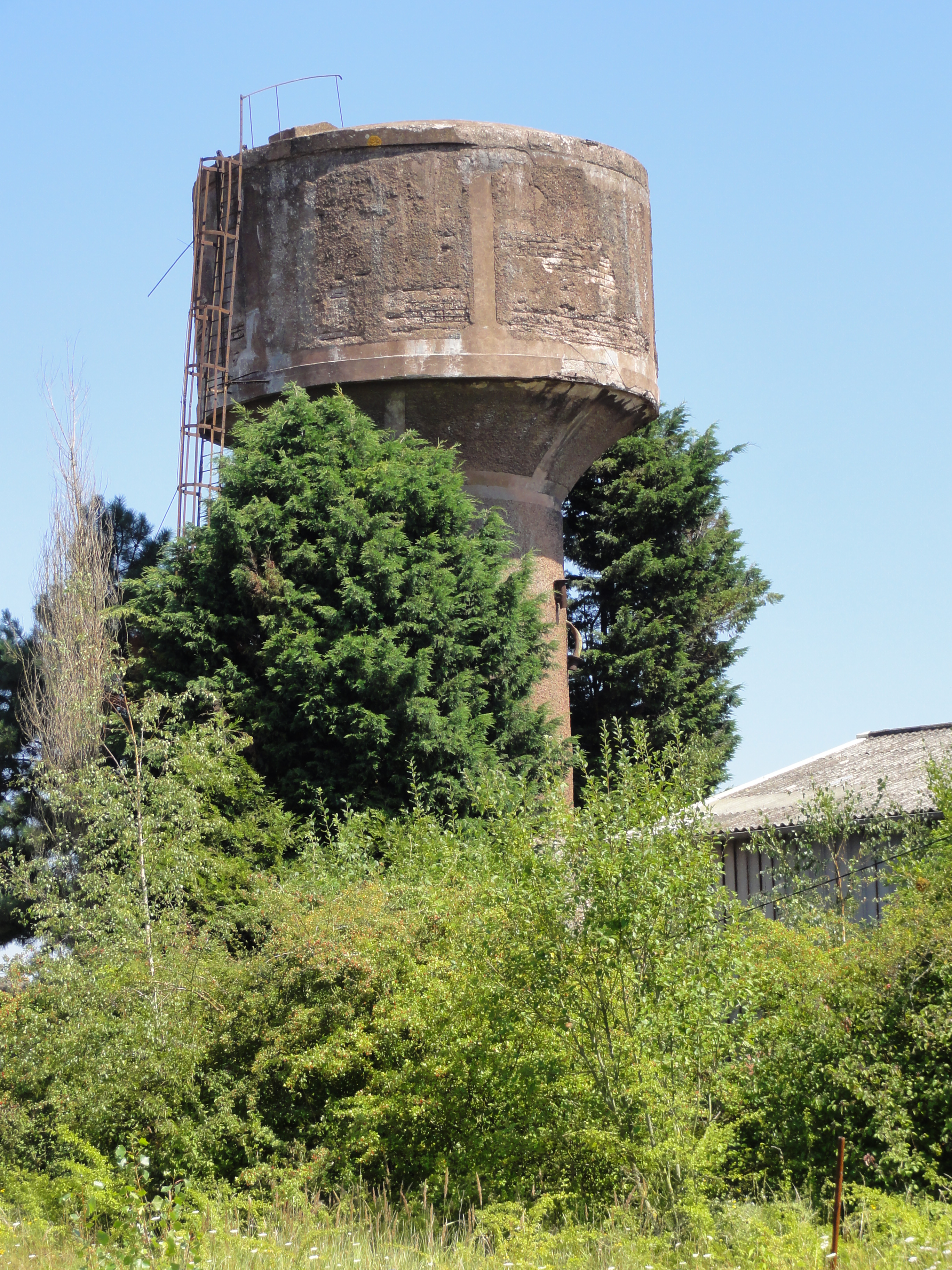
Wasserturm der ehemaligen Steinkohlenzeche Nr. 5
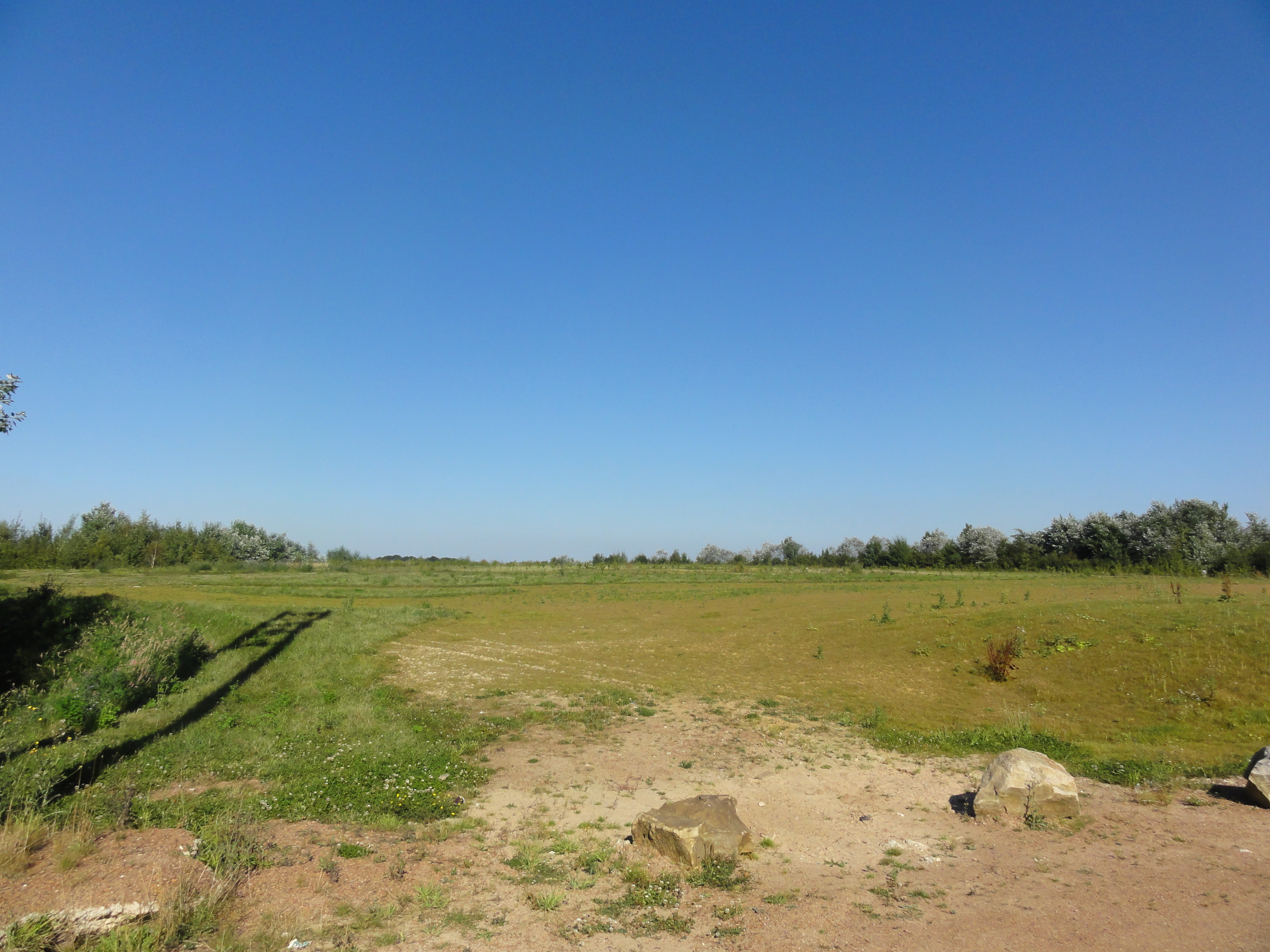
Abraumhalde der ehemaligen Zeche Nr. 7

- britische Kriegsgräber

- Kirche Saint-Pierre
- Britische Kriegsgräber auf dem kommunalen Friedhof
- Bergarbeiterhäuser in der Siedlung Cité les Roulettes
- Bergarbeiterhäuser in der Siedlung Cité Jeanne d'Arc
- Bergarbeiterhäuser in der Siedlung Cité Nr. 5
- Bergarbeiterhäuser in der Siedlung Cité Nr. 9
- Wasserturm der ehemaligen Steinkohlenzeche Nr. 5
- Abraumhalde der ehemaligen Zeche Nr. 7